# Adam Menelas

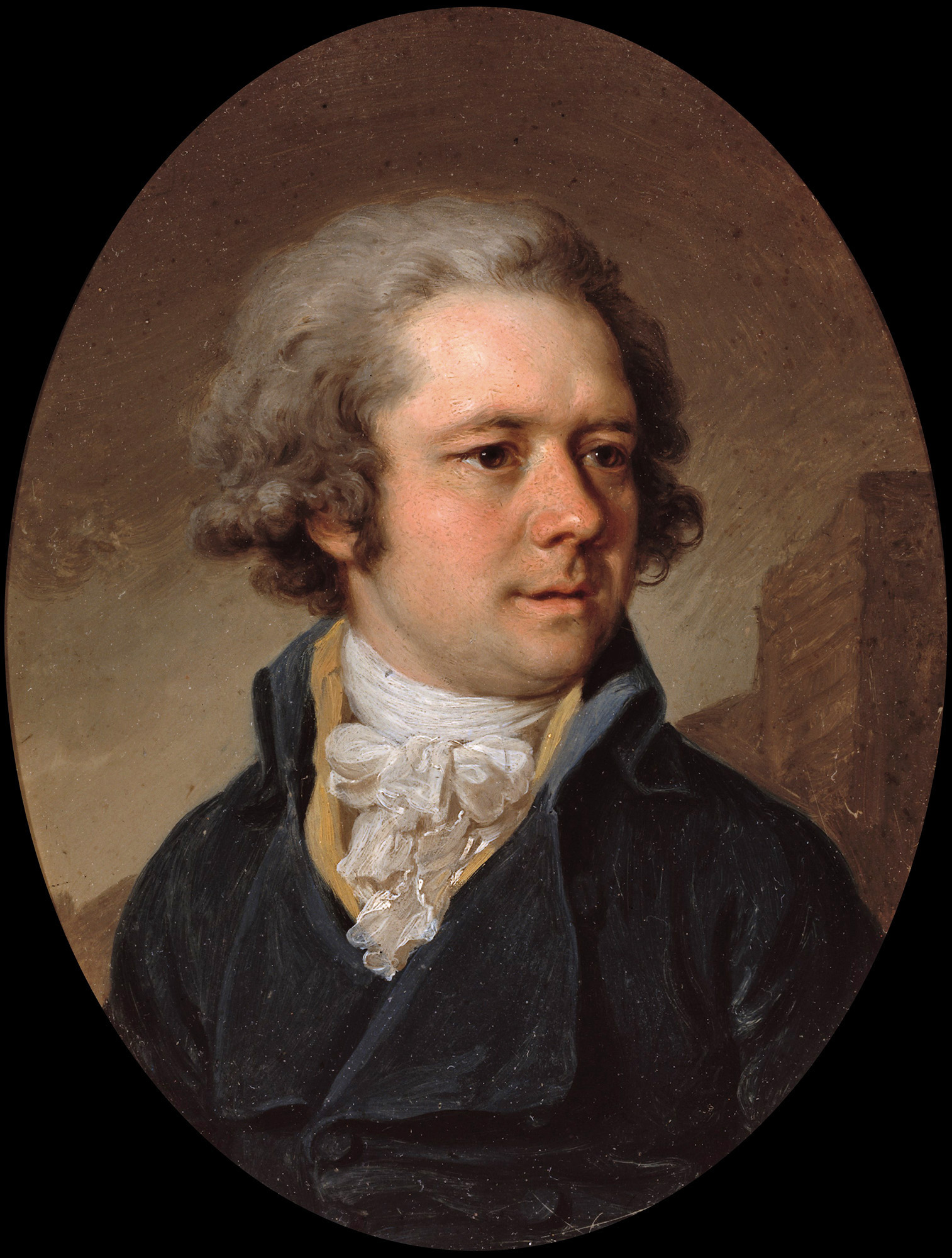
Adam Adamovitch Menelas, peint par Vladimir Borovikovski en 1790.

Adam Menelas (ou Adam Menelaws, Адам Адамович Менелас) est un architecte écossais, qui fit carrière dans la Russie des tsars. Né entre 1748 et 1756, probablement à Édimbourg, il meurt le 31 août 1831 à Saint-Pétersbourg.